# TVM (schaatsploeg)
TVM was een schaatsploeg die werd gesponsord door TVM verzekeringen. De TVM-ploeg had een zogenoemde A-status binnen de merkenteams. De algemeen directeur van TVM is Arjan Bos. De hoofdtrainer van de ploeg was Gerard Kemkers, die anno 2014 onder andere Sven Kramer, Ireen Wüst en Koen Verweij onder zijn hoede had.

## Geschiedenis
De TVM-schaatsploeg is in april 2000 ontstaan na de overname van de Sanex-ploeg met onder andere Rintje Ritsma, Gerard van Velde en Martin Hersman. Het eerste internationale succes behaalde het team in 2001 toen Ritsma het WK Allround in Boedapest won, de Canadees Mike Ireland de mondiale sprinttitel pakte, terwijl zijn landgenoot Jeremy Wotherspoon bij de WK afstanden de 1000 meter naar zijn hand zette en Bob de Jong de 5000 meter won. De ploeg stond onder leiding van Geert Kuiper en assistent Jac Orie en kende nog enkele grote namen in de selectie, waaronder De Jong, Wotherspoon, Casey FitzRandolph en KC Boutiette. Van Velde behaalde op de Olympische Winterspelen 2002 in Salt Lake City goud op de 1000m. De basis van de huidige ploeg werd gelegd in 2002, toen KNSB-kernploegtrainer Gerard Kemkers bijna al zijn pupillen (Renate Groenewold, Andrea Nuyt, Sicco Janmaat, Jochem Uytdehaage en Carl Verheijen) meenam naar TVM. In de loop der jaren groeide de ploeg uit tot een uiterst professionele organisatie. Met dank aan de 2,5 tot 3,5 miljoen euro die de ploeg jaarlijks ter beschikking had. In 2010 liep het contract met de sponsor af, maar op 31 januari 2009 werd bekend dat TVM de sponsor blijft tot de Winterspelen van 2014. Het contract met Kemkers loopt tot de spelen van 2014, met een optie tot verlenging. Op 22 maart 2014 presenteerde TVM het boek "Een vracht aan titels", ter ere aan het naderende afscheid.

### Seizoen 2006-2007
Het post-olympische jaar 2006-2007 was een zeer succesvol jaar voor de schaatsploeg van Gerard Kemkers. In november werden bij de NK Afstanden 2007 6 titels gepakt. Ook eindigden de TVM-schaatsers 5 keer als tweede en 4 keer als derde. Bij de wereldbekers in november en december waren de groenen opnieuw succesvol. Bij de mannen won Erben Wennemars drie wereldbekerwedstrijden, Sven Kramer schreef er twee op zijn naam. Renate Groenewold won beide wereldbekerwedstrijden over 3000 meter en Ireen Wüst is bij de wereldbekerwedstrijden drie keer als tweede en vier keer als derde geëindigd.

### Seizoen 2007-2008
Op het NK Allround 2007 waren de pupillen van Kemkers opnieuw succesvol: alle afstanden werden gewonnen en er werden 9 zilveren en bronzen medailles gewonnen. Sven Kramer en Ireen Wüst wonnen de klassementen. Ook Groenewold, Paulien van Deutekom, Carl Verheijen en Wennemars plaatsten zich voor het EK Allround 2007 in Collalbo. Op het NK Sprint 2007 deden bij de vrouwen geen TVM'ers mee, bij de mannen waren Wennemars en Beorn Nijenhuis succesvol. Wennemars schreef de Nederlandse titel op zijn naam (in 2006 nog vierde) en Nijenhuis werd derde en plaatste zich daarmee voor het WK Sprint 2007.
In januari en februari vonden de laatste wereldbekerwedstrijden van het seizoen plaats. Mede doordat Wennemars in Heerenveen nog twee keer tweede werd op de duizend meter, pakte hij de winst in het klassement. Op de 1500 meter werd Wennemars nog drie keer tweede en pakte daarmee ook de wereldbeker over 1500 meter. De 5000 en 10.000 meter werden nog gedomineerd door Kramer en Verheijen die dan ook één en twee werden in de wereldbeker. Ook het klassement van de ploegenachtervolging werd gewonnen. Bij de vrouwen won Ireen Wüst nog drie wereldbekerwedstrijden over 1000 en 1500 meter en won ook het klassement over 1500 meter. Ook de Nederlandse vrouwen wonnen het klassement over de ploegenachtervolgingen.

#### Internationale kampioenschappen
Bij het EK Allround in het tweede weekend van januari reed Sven Kramer een formidabel toernooi. Hij zette een nieuw wereldrecord buitenbaan neer op de 5000 en 10.000 meter. Kramer verwees Enrico Fabris naar de tweede plaats, Verheijen pakte het brons en Wouter Olde Heuvel, die Wennemars verving, werd  tiende. Bij de vrouwen reed Ireen Wüst drie fantastische afstanden, op de 5000 meter liet ze het afweten en verloor ze een voorsprong van ongeveer 14 seconden. Daardoor pakte de Tsjechische Martina Sáblíková de titel, Wüst werd tweede en Groenewold derde. Paulien van Deutekom eindigde als zevende, net achter landgenote Marja Vis.

### Overige teams
Tussen 2001 en 2003 kwam er namens TVM onder leiding van Pascal Vergeer een marathonteam met Miel Rozendaal, Henk Angenent, Peter Baars, KC Boutiette en Lammert Huitema met verschillende overwinningen in de Cup.
Op 2 oktober 2008 maakte Arjan Bos namens TVM bekend na de Olympische Winterspelen van 2010 te willen beginnen met een TVM-team voor junioren. Dit hing onder meer af van een overeenkomst met de KNSB waarin staat dat de schaatsbond de opleiding van de schaatsers verzorgt. Aan het begin van het seizoen 2011/2012 bestond het team nog steeds niet. Wel werd op 12 juli 2013 bekend dat er een marathonteam komt met vijf rijders, waaronder marathonschaatsers Groeneveld, De Vries en Verweij. De marathonlicentie is ook aangeschaft om mee te kunnen strijden op natuurijswedstrijden. In dat kader liet Kuiper op 14 oktober weten dat Erben Wennemars in zijn rentree altijd welkom is om in de marathonploeg mee te rijden.

## Schaatsers
Op chronologische volgorde.
| - Rintje Ritsma* (1995-2005) - Arjan Schreuder* (1996-1997) - André Vreugdenhil* (1997-1999) - Frouke Oonk* (1998-2000) - Marianne Timmer* (1998-2000) - Martin Hersman* (1998-2002) - Gerard van Velde* (1999-2006) - Bob de Jong (2000-2002) - Ralf van der Rijst (2000-2002) - Jeremy Wotherspoon (2000-2002) - Mike Ireland (2000-2002) - Casey FitzRandolph (2000-2002) - KC Boutiette (2000-2002) - Jennifer Rodriguez (2002-2003) | - Sicco Janmaat** (2002-2003) - Andrea Nuyt** (2002-2004) - Jochem Uytdehaage** (2002-2006) - Alexander Oltrop (2002-2007) - Beorn Nijenhuis (2002-2009) - Carl Verheijen** (2002-2010) - Renate Groenewold** (2002-2010) - Yuri Solinger (2003-2006) - Marja Vis (2004-2005) - Jacques de Koning (2004-2006) - Tom Prinsen (2004-2006) - Sven Kramer (2005-2014) - Ireen Wüst (2005-2014) | - Jan Smeekens (2006-2009) - Erben Wennemars (2006-2010) - Paulien van Deutekom (2006-2010) - Wouter Olde Heuvel (2006-2014) - Tim Salomons (2007-2008) - Marrit Leenstra (2008-2010) - Koen Verweij (2009-2010, 2013-2014) - Remco Olde Heuvel (2010-2012) - Jan Blokhuijsen (2010-2013) - Simon Kuipers (2010-2012) - Jorien Voorhuis (2010-2012) - Douwe de Vries (2012-2014) - Linda de Vries (2012-2014) - Christijn Groeneveld (2013-2014) |

*: ex-schaatser Sanex-ploeg
**: ex-schaatser langebaankernploeg Gerard Kemkers

### Schaatsploeg 2013-2014
| Mannen               | Mannen                          | Vrouwen        | Vrouwen                       |
| Naam                 | Specialisatie                   | Naam           | Specialisatie                 |
| -------------------- | ------------------------------- | -------------- | ----------------------------- |
| Sven Kramer          | 1500, 5000 & 10.000 m, allround | Ireen Wüst     | 1000, 1500 & 3000 m, allround |
| Douwe de Vries       | 1500, 5000 & 10.000 m, marathon | Linda de Vries | 1500, 3000 & 5000 m, allround |
| Christijn Groeneveld | 5000 & 10.000 m, marathon       |                |                               |
| Wouter olde Heuvel   | 1000, 1500 & 5000 m, allround   |                |                               |
| Koen Verweij         | 1000, 1500 & 5000 m, allround   |                |                               |

### Olympische resultaten
De TVM-ploeg heeft in Turijn tijdens de Olympische Spelen van 2006 de meeste medailles binnengehaald van alle Nederlandse schaatsploegen.
| schaatser           | afstand              | klassering   |
| ------------------- | -------------------- | ------------ |
| Ireen Wüst          | 3000m 1500m          | Goud · Brons |
| Renate Groenwold    | 3000m                | Zilver       |
| Sven Kramer         | 5000m                | Zilver       |
| Achtervolgingsploeg | ploegenachtervolging | Brons        |
| Erben Wennemars     | 1000m                | Brons        |
| Carl Verheijen      | 10.000m              | Brons        |

In het totaal haalde de Nederlandse ploeg 9 medailles. De 2 andere medailles werden gehaald door Bob de Jong en Marianne Timmer, en door Rintje Ritsma en Mark Tuitert bij de ploegenachtervolging.

## Begeleidingsteam
Het begeleidingsteam bestaat uit de volgende personen:
- Arthur Bennink (fysiotherapeut)
- Jan Pieter Berghuis (logistiek)
- Bert Borghans (manueel therapeut)
- Vincent Jansen (manueel therapeut)
- Gerard Kemkers (hoofdcoach)
- Wim Kemkers (logistiek)
- Hans van Kuijk (sportarts)
- Geert Kuiper (assistent coach)
- Jim McCarthy (krachttrainer)
- Hardy Menkehorst (sportpsycholoog)
- Gerrit Mooi (logistiek)
- Gerard Rietjens (inspanningsfysioloog)
- Niels Smeenge (fysiotherapeut)
- Alle Sterk (manueel therapeut)
- Marten Wagenaar (logistiek)
- Floris Wardenaar (voedingsdeskundige)
- Rutger Tijssen (coach)